# Nicole Burzan
Nicole Burzan (* 1971 in Letmathe, jetzt Iserlohn) ist eine deutsche Soziologin und Universitätsprofessorin.

## Leben und Wirken

### Akademische Laufbahn
Von 1990 bis 1995 studierte Nicole Burzan Sozialwissenschaften an der Ruhr-Universität Bochum. Von 1996 bis 1998 war sie als wissenschaftliche Hilfskraft am Institut für Soziologie der Fernuniversität in Hagen tätig, bevor sie dort zwischen 1998 und 2003 als wissenschaftliche Mitarbeiterin am Lehrgebiet Allgemeine Soziologie bei Werner Fuchs-Heinritz forschte und lehrte.
Im Jahr 2002 promovierte sie an der Fernuniversität in Hagen zur Dr. rer. soc (summa cum laude). Von 2003 bis 2007 war sie Juniorprofessorin für 'Sozialstrukturanalyse und empirische Methoden' am Institut für Soziologie an der Fernuniversität in Hagen, bevor sie von 2005 bis 2007 die Professur 'Soziologie sozialer Ungleichheiten' am Institut für Soziologie der Universität Dortmund vertrat. Seit 2007 ist Nicole Burzan Professorin für 'Soziologie sozialer Ungleichheiten' an der Technischen Universität Dortmund.

### Gremientätigkeiten
Burzan ist geschäftsführende Leiterin des Instituts für Soziologie der TU Dortmund. Von 2013 bis 2019 war sie Mitglied im Vorstand der Deutschen Gesellschaft für Soziologie (DGS), von 2017 bis 2019 hatte sie das Amt der Vorsitzenden inne.

### Forschungsschwerpunkte
Die Forschungsschwerpunkte von Nicole Burzan liegen in den Bereichen Soziologie sozialer Ungleichheit, Soziologische Theorien, Methoden der empirischen Sozialforschung (Methodenverknüpfung), Zeitsoziologie sowie Kultursoziologie.

#### Projekte
- Zwischen 2003 und 2005 leitete Nicole Burzan zusammen mit Uwe Schimank das Forschungsprojekt 'Inklusionsprofile', Fernuniversität in Hagen, gefördert durch die DFG.
- Von 2011 bis 2014 leitete sie das Projekt 'Handlungsstrategien einer 'verunsicherten' Mitte der Gesellschaft. Ein Kohortenvergleich' an der Technischen Universität Dortmund, gefördert durch die DFG.
- Von 2014 bis 2017 leitete sie zusammen mit Diana Lengersdorf (Universität Bielefeld) das DFG-geförderte Projekt 'Die Dramaturgie des 'erlebnisorientierten' Museums'.
- Weitere Projekte untersuchen die Rolle der Servicepersonals bei der kulturellen Bildung im Museum (2016-2019, gefördert durch das BMBF) und die intergenerationale Statusreproduktion in Mittelschichtfamilien (2018-2020, gefördert durch die DFG, in Kooperation mit Berthold Vogel, SOFI Göttingen).

## Bücher
- 2002: Zeitgestaltung im Alltag älterer Menschen. Eine Untersuchung im Zusammenhang mit Biographie und sozialer Ungleichheit. Leske + Budrich, Opladen.
- 2005: Quantitative Methoden der Kulturwissenschaften. Eine Einführung. UVK (UTB), Konstanz.
- 2007: Quantitative Forschung in der Sozialstrukturanalyse. Anwendungsbeispiele aus methodischer Perspektive. (Mit Beiträgen von Kerstin Rückert und Brigitta Lökenhoff.) VS, Wiesbaden.
- 2008: mit Brigitta Lökenhoff, Uwe Schimank und Nadine M. Schöneck: Das Publikum der Gesellschaft: Inklusionsverhältnisse und Inklusionsprofile in Deutschland. VS, Wiesbaden.
- 2010: Dynamiken (in) der gesellschaftlichen Mitte. (Hrsgg. mit Peter A. Berger). VS, Wiesbaden.
- 2011: Soziale Ungleichheit. Eine Einführung in die zentralen Theorien, Wiesbaden: VS, 4. (überarbeitete) Auflage (1. Auflage 2004; 2. Auflage 2005, 3. (überarbeitete) Auflage 2007); ausgezeichnet mit dem René-König-Lehrbuchpreis 2004 der DGS.
- 2014: mit Silke Kohrs und Ivonne Küsters: Die Mitte der Gesellschaft: Sicherer als erwartet? Beltz Juventa, Weinheim/Basel.
- 2014: Wörterbuch der Soziologie. 3. Auflage (Hrsgg. mit Günter Endruweit und Gisela Trommsdorff). UVK (UTB), Konstanz.
- 2015: Quantitative Methoden kompakt. UVK (UTB), Konstanz.
- 2016: Materiale  Analysen.  Methodenfragen  in  Projekten,  (Hrsgg.  mit  Ronald  Hitzler  und  Heiko Kirschner), Wiesbaden:  VS.
- 2016: Auf den Hund gekommen. Interdisziplinäre Annäherungen an ein Verhältnis, (hrsgg. mit Ronald Hitzler). Wiesbaden: VS.
- 2016: Methodenplurale Forschung. Chancen und Probleme von Mixed Methods, Weinheim, Basel:  Beltz  Juventa. Reihe 'Standards standardisierter und nicht-standardisierter Sozialforschung', (hrsgg. v. Nicole Burzan, Paul Eisewicht und Ronald Hitzler)
- 2022: mit Jennifer Eickelmann: Machtverhältnisse und Interaktionen im Museum, Campus Verlag, Frankfurt/New York.